# Rödkindad flygekorre
Rödkindad flygekorre (Hylopetes spadiceus) är en däggdjursart som först beskrevs av Edward Blyth 1847.  Hylopetes spadiceus ingår i släktet Hylopetes och familjen ekorrar. Internationella naturvårdsunionen kategoriserar arten globalt som livskraftig.
Inga underarter finns listade i Catalogue of Life. Wilson & Reeder (2005) skiljer mellan 2 underarter.
Denna flygekorre förekommer i Sydostasien från södra Myanmar till Malackahalvön och med flera från varandra skilda populationer i Laos, Thailand och södra Vietnam. Arten finns även på Sumatra och norra Borneo. Rödkindadflygekorre vistas i låglandet och i upp till 1500 meter höga bergstrakter.Habitatet utgörs av olika slags skogar, buskmarker och odlade regioner.
Med en genomsnittlig kroppslängd (huvud och bål) av 14,5 cm samt en svanslängd av cirka 12,7 cm är arten en ganska liten medlem i sitt släkte. Djuret har ungefär 2,7 cm långa bakfötter och cirka 1,8 cm stora öron. Vikten varierar mellan 50 och 80 g. Som det svenska namnet antyder har arten intensiv orangeröda kinder samt en orangeröd främre svans. Andra kroppsdelar är täckta av orangebrun päls. Huvudet kännetecknas av en spetsig nos samt av stora ögon. Rödkindad flygekorre har i varje käkhalva en framtand, ingen hörntand, en premolar och tre molarer, alltså 20 tänder. Arten har liksom andra flygekorrar en flygmembran.
Individerna kan glidflyga över upp till 50 meter. Födan utgörs främst av blad, blommor och frukter som ibland kompletteras med insekter. Fortplantningssättet antas vara lika som hos andra släktmedlemmar.